# 수풍호
수풍호(水豊湖)는 조선민주주의인민공화국과 중국 국경에 있는 인공호수이다.
일제강점기인 1940년 대에 수풍댐이 만들어지면서 생긴 인공호수로, 당시 한국에서 가장 큰 호수로 잘 알려졌다. 또한 규모가 큰 호수이기 때문에 주변의 겨울 기온은 수풍호 건설 이전보다 1∼2℃ 정도가 더 높아졌으며, 댐의 아래 압록강 가운데는 물이 얼지 않고 흐르게 되는 등의 주변의 환경에 영향을 주었다.
현재는 조선민주주의인민공화국의 전력발전 사용의 용도로 사용되고 있다.